# アナトール・デイブレル
アナトール・フランソワ・ジョゼフ・デイブレル（フランス語: Anatole François Joseph Deibler、1863年11月29日 - 1939年2月2日）は、フランスの死刑執行人（ムッシュ・ド・パリ）。
54年間にわたる執行人を勤め、395人の死刑を執行した。

## 経歴
- 1863年11月29日 - ルイ・デイブレルの長男として生まれる。
- 1885年9月8日 - ルイの助手として最初の死刑執行に関わる。
- 1899年1月2日 - 死刑執行人の職に就任。
- 1939年1月24日 - 最後の死刑執行を行う。
- 1939年2月2日 - 死刑執行のために向かう途中に駅で倒れ、その8時間後に死亡。このため、予定されていた処刑は2日延期され、アナトールの第一助手だったジュール＝アンリ・デフルノーが急遽ムッシュ･ド･パリに就任し、執行した。
- 2003年2月5日 - 彼の死刑執行記録が競売にかけられ、10万ユーロの記録的な値段が付いた。